# Jahves eld

Den behornade Moses, konstverk utfört av Hjalmar Söderberg, Thielska galleriet.

Jahves eld är en bok i romanform av Hjalmar Söderberg, som gavs ut på Albert Bonniers förlag 1918. Boken behandlar frågan om Moses historiska existens och den judiska religionens uppkomst. Den är den första av Hjalmar Söderbergs religionshistoriska verk i romanform. Söderberg hade från 1908 samlat material för religionshistoriska betraktelser och 1914 läste han Ditlef Nielsens Die altararabische Mondreligion und die mosaische Ueberlieferung.
Den första delen av Jahves eld återger Moseböckernas berättelser om uttåget ur Egypten och Moses livshistoria. Denna skrift uppges vara skriven av en journalist med namnet Markel, vilken i bokens andra del försvarar sin undersökning i samtal med revisorn Birck, doktorn Glas, majoren Feiff och Markels husföreståndarinna.